# Tour de France 1990
Il Tour de France 1990, settantasettesima edizione della corsa, si svolse in ventuno tappe precedute da un prologo iniziale, dal 30 giugno al 22 luglio 1990, su un percorso di 3 504 chilometri complessivi.
Fu vinto per la terza ed ultima volta dal passista-scalatore e cronoman statunitense Greg LeMond (al quinto ed ultimo podio ai Campi Elisi dopo il terzo posto nel 1984, la piazza d'onore nel 1985 ed i trionfi nelle edizioni 1986 e 1989). 
L'evento coincise con la terza, e finora ultima, affermazione di un corridore statunitense nella corsa a tappe francese.
Il californiano completò le sue fatiche sulle strade transalpine con il tempo totale di 90h43'20". 
Al secondo posto della graduatoria generale si piazzò lo scalatore varesotto Claudio Chiappucci (per la prima volta sul podio dei Campi Elisi) . Grazie a Chiappucci, quindi, un corridore italiano tornò dopo ben diciotto anni di assenza sui gradini del podio del Tour. 
Al terzo posto della classifica generale si piazzò il passista-scalatore e cronoman olandese Erik Breukink (all'unico podio in carriera al Tour). 
L'Olanda avrebbe dovuto attendere ben 28 anni prima di rivedere un suo ciclista salire i prestigiosi gradini del podio parigino: il passista-discesista Tom Dumoulin (secondo nell'edizione del 2018).
Venne trasmesso in tv da Raitre.

## Percorso
Il Tour iniziò al Futuroscope di Poitiers e terminò, come da tradizione, sugli Champs-Élysées di Parigi dopo 3504 chilometri di gara. Il prologo si tenne il 30 giugno, seguito da due tappe nella stessa giornata: il 1º luglio infatti, sempre a Futuroscope, si tennero prima una frazione in linea e poi una cronometro a squadre. Complessivamente le tappe, incluso il prologo, furono ventidue: dieci di pianura, tre di media montagna, quattro di alta montagna e cinque a cronometro (153 in totale i chilometri di prove contro il tempo).
Due furono i giorni di riposo, il 5 e il 13 luglio, quattro invece gli arrivi in salita: Monte Bianco e Alpe d'Huez sulle Alpi, Millau e Luz-Ardiden sui Pirenei. Degne di nota la frazione del 4 luglio da Avranches a Rouen, lunga ben 301 chilometri e per tale motivo ribattezzata "Marathon", e la cronometro del 12 luglio a Villard-de-Lans, una cronoscalata di 33,5 chilometri.

## Tappe
| Tappa  | Data      | Percorso                                       | km    | Vincitore di tappa  | Leader cl. generale |
| ------ | --------- | ---------------------------------------------- | ----- | ------------------- | ------------------- |
| prol.  | 30 giugno | Futuroscope (cron. individuale)                | 6,3   | Thierry Marie       | Thierry Marie       |
| 1ª     | 1º luglio | Futuroscope > Futuroscope                      | 138,5 | Frans Maassen       | Steve Bauer         |
| 2ª     | 1º luglio | Futuroscope > Futuroscope (cron. a squadre)    | 44,5  | Panasonic           | Steve Bauer         |
| 3ª     | 2 luglio  | Poitiers > Nantes                              | 233   | Moreno Argentin     | Steve Bauer         |
| 4ª     | 3 luglio  | Nantes > Mont Saint-Michel                     | 203   | Johan Museeuw       | Steve Bauer         |
| 5ª     | 4 luglio  | Avranches > Rouen                              | 301   | Gerrit Solleveld    | Steve Bauer         |
|        | 5 luglio  | giorno di riposo                               |       |                     |                     |
| 6ª     | 6 luglio  | Sarrebourg > Vittel                            | 202,5 | Jelle Nijdam        | Steve Bauer         |
| 7ª     | 7 luglio  | Vittel > Épinal (cron. individuale)            | 61,5  | Raúl Alcalá         | Steve Bauer         |
| 8ª     | 8 luglio  | Épinal > Besançon                              | 181,5 | Olaf Ludwig         | Steve Bauer         |
| 9ª     | 9 luglio  | Besançon > Ginevra (CHE)                       | 196   | Massimo Ghirotto    | Steve Bauer         |
| 10ª    | 10 luglio | Ginevra (CHE) > Saint-Gervais-Monte Bianco     | 118,5 | Thierry Claveyrolat | Ronan Pensec        |
| 11ª    | 11 luglio | Saint-Gervais > Alpe d'Huez                    | 182,5 | Gianni Bugno        | Ronan Pensec        |
| 12ª    | 12 luglio | Fontaine > Villard-de-Lans (cron. individuale) | 33,5  | Erik Breukink       | Claudio Chiappucci  |
|        | 13 luglio | giorno di riposo                               |       |                     |                     |
| 13ª    | 14 luglio | Villard-de-Lans > Saint-Étienne                | 149   | Eduardo Chozas      | Claudio Chiappucci  |
| 14ª    | 15 luglio | Le Puy-en-Velay > Millau-Causse Noir           | 205   | Marino Lejarreta    | Claudio Chiappucci  |
| 15ª    | 16 luglio | Millau > Revel                                 | 170   | Charly Mottet       | Claudio Chiappucci  |
| 16ª    | 17 luglio | Blagnac > Luz-Ardiden                          | 215   | Miguel Indurain     | Claudio Chiappucci  |
| 17ª    | 18 luglio | Lourdes > Pau                                  | 150   | Dmitrij Konyšev     | Claudio Chiappucci  |
| 18ª    | 19 luglio | Pau > Bordeaux                                 | 202   | Gianni Bugno        | Claudio Chiappucci  |
| 19ª    | 20 luglio | Castillon-la-Bataille > Limoges                | 177   | Guido Bontempi      | Claudio Chiappucci  |
| 20ª    | 21 luglio | Lac de Vassivière (cron. individuale)          | 45,5  | Erik Breukink       | Greg LeMond         |
| 21ª    | 22 luglio | Brétigny > Parigi                              | 182,5 | Johan Museeuw       | Greg LeMond         |
| Totale | Totale    | Totale                                         | 3 504 |                     |                     |

## Squadre e corridori partecipanti
| N.      | Cod. | Squadra             |
| ------- | ---- | ------------------- |
| 1-9     | Z    | Z                   |
| 11-19   | CAS  | Castorama           |
| 21-29   | BAN  | Banesto             |
| 31-39   | PDM  | PDM-Concorde        |
| 41-49   | ONC  | ONCE                |
| 51-59   | RMO  | R.M.O.              |
| 61-69   | PAN  | Panasonic-Sportlife |
| 71-79   | CHA  | Chateau d'Ax        |
| 81-89   | 7EL  | 7-Eleven-Hoonved    |
| 91-99   | SEU  | Seur                |
| 101-109 | WEI  | Weinmann-SMM Uster  |

| N.      | Cod. | Squadra                  |
| ------- | ---- | ------------------------ |
| 111-119 | HEV  | Helvetia-Fichtel & Sachs |
| 121-129 | TOS  | Toshiba                  |
| 131-139 | RYA  | Ryalcao-Postobón         |
| 141-149 | HIS  | Histor-Sigma             |
| 151-159 | LOT  | Lotto-Superclub          |
| 161-169 | TVM  | TVM-Yoko                 |
| 171-179 | CAR  | Carrera-Vagabond         |
| 181-189 | BUC  | Buckler-Colnago-Decca    |
| 191-199 | ARI  | Ariostea                 |
| 201-209 | KEL  | Kelme-Ibexpress          |
| 211-219 | ALF  | Alfa Lum                 |

## Resoconto degli eventi
Il Tour si apriva con una schiera abbastanza ampia di favoriti al successo finale: considerato l'uomo da battere era lo spagnolo Pedro Delgado, vincitore del Tour 1988; rientravano nella lista dei pretendenti al titolo anche i francesi Laurent Fignon e Charly Mottet, il fresco vincitore del Giro d'Italia Gianni Bugno, il campione in carica Greg LeMond, l'irlandese Stephen Roche e l'olandese Erik Breukink. Presero il via in totale 198 corridori (156 arriveranno a Parigi) in rappresentanza di ventidue squadre.  Le squadre partecipanti erano 4 francesi, 4 spagnole, 4 olandesi, 3 belghe, 3 italiane, 1 svizzera, 1 colombiana, 1 statunitense, 1 sovietica (l'Alfa Lum che ufficialmente era registrata a San Marino).  I corridori partecipanti erano 35 francesi, 26 spagnoli, 26 belgi, 23 italiani, 19 olandesi, 14 colombiani, 13 svizzeri, 10 sovietici, 7 statunitensi, 6 danesi, 6 tedeschi, 3 australiani, 3 irlandesi, 2 britannici, 2 norvegesi, 1 messicano, 1 portoghese, 1 canadese.
La gara si animò già al secondo giorno, con una lunga fuga che portò Steve Bauer, Frans Maassen, Ronan Pensec e Claudio Chiappucci in testa alla classifica generale con una decina di minuti sui big e sul resto del gruppo. Il canadese Bauer tenne la maglia gialla per nove giorni e, alla vigilia delle grandi montagne, aveva 17" su Pensec, 1'06" su Maasen, 1'07" su Chiappucci, con i big ancora ad oltre 10 minuti. Nella tappa da Ginevra al Monte Bianco, Pensec conquistò la maglia con 50" su Chiappucci. Al termine della successiva frazione con arrivo sull'Alpe d'Huez, vinta da Bugno in una volata a tre su LeMond e Breukink, Pensec aveva ancora 1'04" su Chiappucci ed oltre 9' su tutti gli altri.
Nella cronoscalata di Villard-de-Lans, vinta da Breukink su Delgado e Indurain, Chiappucci con un ottavo posto strappò la maglia gialla a Pensec per 1'17". Nella tappa di Saint-Étienne, con solo un colle di seconda categoria, LeMond mandò quindi in fuga il compagno di squadra Pensec: Chiappucci, nel timore di perdere la maglia, mise la sua squadra all'inseguimento ma, una volta riuscito a raggiungere il fuggitivo, non riuscì a rispondere al contrattacco di LeMond e Breukink. Il gruppo si frantumò e sul traguardo l'italiano giunse a 4'53" mantenendo la testa della classifica con soli 2'02" sull'olandese e 2'34" sullo statunitense.
Chiappucci reagì tenendo nella tappa di Revel e attaccando a sorpresa nella successiva frazione pirenaica di Luz-Ardiden, con i colli dell'Aspin e del Tourmalet prima della salita finale. LeMond riuscì a raggiungere e staccare il rivale che però mantenne la maglia gialla per 5", mentre cedette Breukink che si ritrovò a 3'49" in classifica, dietro anche a Delgado, staccato di 3'42". Tutto fu rimandato alla cronometro della penultima tappa: facendo valere le sue doti di specialista, LeMond strappò la maglia gialla a Chiappucci, che riuscì comunque a mantenere per 13" il secondo posto su Breukink, vincitore di tappa. La vittoria finale andò allo statunitense, che sul totale di ventidue frazioni fu maglia gialla al termine delle ultime due. Chiappucci, pur secondo, riportò l'Italia sul podio della Grande Boucle a 18 anni dal secondo posto di Felice Gimondi, nell'edizione del 1972.
Il francese Laurent Fignon, secondo l'anno prima, abbandonò alla quinta tappa. LeMond forò sul colle di Marie-Blanque, durante la diciassettesima frazione: visti i ritardi dell'assistenza, il suo compagno Gilbert Duclos-Lassalle, che era in fuga, fece marcia indietro e lo aiutò. Lo spagnolo Miguel Indurain vinse la tappa di Luz-Ardiden e concluse decimo in classifica generale; nelle cinque edizioni seguenti, fino al 1995, sarà però lui il vincitore. Tre furono i corridori a vincere il maggior numero di tappe (due ciascuno): Erik Breukink, Gianni Bugno e il belga Johan Museeuw.

## Classifiche finali

### Classifica generale - Maglia gialla
| Pos. | Corridore          | Squadra         | Tempo     |
| ---- | ------------------ | --------------- | --------- |
| 1    | Greg LeMond        | Z               | 90h43'20" |
| 2    | Claudio Chiappucci | Carrera         | a 2'16"   |
| 3    | Erik Breukink      | PDM-Ultima      | a 2'29"   |
| 4    | Pedro Delgado      | Banesto         | a 5'01"   |
| 5    | Marino Lejarreta   | ONCE            | a 5'05"   |
| 6    | Eduardo Chozas     | ONCE            | a 9'14"   |
| 7    | Gianni Bugno       | Chateau d'Ax    | a 9'39"   |
| 8    | Raúl Alcalá        | PDM-Ultima      | a 11'14"  |
| 9    | Claude Criquielion | Lotto-Superclub | a 12'04"  |
| 10   | Miguel Indurain    | Banesto         | a 12'47"  |

### Classifica a punti - Maglia verde
| Pos. | Corridore     | Squadra         | Punti |
| ---- | ------------- | --------------- | ----- |
| 1    | Olaf Ludwig   | Panasonic       | 256   |
| 2    | Johan Museeuw | Lotto-Superclub | 221   |
| 3    | Erik Breukink | PDM-Concorde    | 118   |

### Classifica scalatori - Maglia a pois
| Pos. | Corridore           | Squadra  | Punti |
| ---- | ------------------- | -------- | ----- |
| 1    | Thierry Claveyrolat | R.M.O.   | 321   |
| 2    | Claudio Chiappucci  | Carrera  | 179   |
| 3    | Roberto Conti       | Ariostea | 160   |

### Classifica giovani - Maglia bianca
| Pos. | Corridore       | Squadra  | Tempo     |
| ---- | --------------- | -------- | --------- |
| 1    | Gilles Delion   | Helvetia | 91h00'17" |
| 2    | Pascal Lino     | R.M.O.   | a 13'41"  |
| 3    | Dmitrij Konyšev | Alfa Lum | a 14'24"  |

### Classifica a squadre - Numero giallo
| Pos. | Squadra | Tempo |
| ---- | ------- | ----- |
| 1    | Z       | ?     |
| 2    | ONCE    | ?     |
| 3    | Banesto | ?     |